# Puffinus carneipes
Puffinus carneipes là một loài chim trong họ Procellariidae.